# Pak Yong-mi
Pak Yong-mi (kor. 박영미 ;ur. 8 lutego 1991) – północnokoreańska zapaśniczka w stylu wolnym. Mistrzyni świata w 2019 i piąta w 2017. Mistrzyni igrzysk azjatyckich w 2018 i dziesiąta w 2014. Złoty medal w mistrzostwach Azji w 2013, 2018 i 2019, a srebrny w 2015 roku.